# Anna Elisabetta Luisa di Brandeburgo-Schwedt
Anna Elisabetta Luisa di Brandeburgo-Schwedt (Schwedt, 22 aprile 1738 – Berlino, 10 febbraio 1820) era figlia del Margravio Federico Guglielmo di Brandeburgo-Schwedt (1700-1771), e di sua moglie Sofia Dorotea, figlia del Re di Prussia Federico Guglielmo II.

## Biografia
Luisa era sorella di Federica Dorotea Sofia, Duchessa Consorte di Württemberg, e di Filippina Augusta Amalia, Langravia di Assia-Kassel.
Sposò, il 27 settembre 1755, a Berlino, nel Castello di Charlottenburg, il Principe Augusto Ferdinando, suo zio materno in quanto uno dei fratelli più giovani di sua madre Sofia, che era di otto anni più anziano della sposa. Nel 1801 Ferdinando fece erigere nello Schloss Bellevue, di sua proprietà, una fattoria per la sua sposa.
Luisa viene descritta come una donna bella, spiritosa e gentile. Tuttavia Lady Burghersh, che ebbe modo di farle visita intorno al 1813-1814 si pronunciò in termini poco lusinghieri sulla Principessa: "Non ho mai visto", ella scrisse, "una donna così formale, rigida, vecchia e sgradevole-vieille cour outree, ed ella mi spaventò a morte. Fui felice di andar via..."
Luisa morì in età avanzata ed costituì dunque, nella società berlinese, una reliquia vivente dell'epoca fredericiana. Un aneddoto afferma che Ernst Ludwig Heim, medico all'epoca molto popolare a Berlino, sarebbe stato nominato suo medico personale.
La Principessa spirò infine a Berlino, nel 1820, e venne sepolta nel Duomo di Berlino.

## Figli
Luisa ebbe sette figli i quali, con la sola eccezione del figlio più grande, si suppone siano stati concepiti con il Conte Friedrich Wilhelm Carl von Schmettau.
- Federica Elisabetta Dorotea Enrichetta Amalia (1761 – 1763)
- Federico Emilio Carlo (1769 – 1773)
- Federica Dorotea Luisa Filippina (1770 – 1863) che nel 1796 sposò il principe Antoni Radziwiłł
- Enrico Federico Carlo Luigi (1771 – 1790)
- Federico Luigi Cristiano di Prussia (1772 – 1806), morto combattendo contro Napoleone a Saalfeld
- Federico Paolo Enrico Augusto (1776)
- Federico Guglielmo Enrico Augusto (1779 – 1843)

## Ascendenza
|                                                 |                           |                                                              | Genitori                                                |  |  | Nonni |  |  | Bisnonni                               |  |  | Trisnonni                            |  |
|                                                 |                           |                                                              |                                                         |  |  |       |  |  | 8. Federico Guglielmo I di Brandeburgo |  |  | 16. Giorgio Guglielmo di Brandeburgo |  |
|                                                 |                           |                                                              |                                                         |  |  |       |  |  | 8. Federico Guglielmo I di Brandeburgo |  |  | 16. Giorgio Guglielmo di Brandeburgo |  |
|                                                 |                           | 17. Elisabetta Carlotta del Palatinato-Simmern               |                                                         |  |  |       |  |  | 8. Federico Guglielmo I di Brandeburgo |  |  |                                      |  |
| 4. Filippo Guglielmo di Brandeburgo-Schwedt     |                           |                                                              |                                                         |  |  |       |  |  | 8. Federico Guglielmo I di Brandeburgo |  |  |                                      |  |
|                                                 |                           | 9. Sofia Dorotea di Schleswig-Holstein-Sonderburg-Glücksburg | 18. Filippo di Schleswig-Holstein-Sonderburg-Glücksburg |  |  |       |  |  |                                        |  |  |                                      |  |
|                                                 |                           | 9. Sofia Dorotea di Schleswig-Holstein-Sonderburg-Glücksburg | 18. Filippo di Schleswig-Holstein-Sonderburg-Glücksburg |  |  |       |  |  |                                        |  |  |                                      |  |
|                                                 |                           | 9. Sofia Dorotea di Schleswig-Holstein-Sonderburg-Glücksburg | 19. Sofia Edvige di Sassonia-Lauenburg                  |  |  |       |  |  |                                        |  |  |                                      |  |
| 2. Federico Guglielmo di Brandeburgo-Schwedt    |                           | 9. Sofia Dorotea di Schleswig-Holstein-Sonderburg-Glücksburg |                                                         |  |  |       |  |  |                                        |  |  |                                      |  |
|                                                 |                           | 10. Giovanni Giorgio II di Anhalt-Dessau                     | 20. Giovanni Casimiro di Anhalt-Dessau                  |  |  |       |  |  |                                        |  |  |                                      |  |
|                                                 |                           | 10. Giovanni Giorgio II di Anhalt-Dessau                     | 20. Giovanni Casimiro di Anhalt-Dessau                  |  |  |       |  |  |                                        |  |  |                                      |  |
|                                                 |                           | 10. Giovanni Giorgio II di Anhalt-Dessau                     | 21. Agnese d'Assia-Kassel                               |  |  |       |  |  |                                        |  |  |                                      |  |
| 5. Giovanna Carlotta di Anhalt-Dessau           |                           | 10. Giovanni Giorgio II di Anhalt-Dessau                     |                                                         |  |  |       |  |  |                                        |  |  |                                      |  |
|                                                 |                           | 11. Enrichetta Caterina d'Orange                             | 22. Federico Enrico d'Orange                            |  |  |       |  |  |                                        |  |  |                                      |  |
|                                                 |                           | 11. Enrichetta Caterina d'Orange                             | 22. Federico Enrico d'Orange                            |  |  |       |  |  |                                        |  |  |                                      |  |
|                                                 |                           | 11. Enrichetta Caterina d'Orange                             | 23. Amalia di Solms-Braunfels                           |  |  |       |  |  |                                        |  |  |                                      |  |
| 1. Anna Elisabetta Luisa di Brandeburgo-Schwedt |                           | 11. Enrichetta Caterina d'Orange                             |                                                         |  |  |       |  |  |                                        |  |  |                                      |  |
|                                                 | 12. Federico I di Prussia | 24. Federico Guglielmo I di Brandeburgo                      |                                                         |  |  |       |  |  |                                        |  |  |                                      |  |
|                                                 | 12. Federico I di Prussia | 24. Federico Guglielmo I di Brandeburgo                      |                                                         |  |  |       |  |  |                                        |  |  |                                      |  |
|                                                 | 12. Federico I di Prussia | 25. Luisa Enrichetta d'Orange                                |                                                         |  |  |       |  |  |                                        |  |  |                                      |  |
| 6. Federico Guglielmo I di Prussia              | 12. Federico I di Prussia |                                                              |                                                         |  |  |       |  |  |                                        |  |  |                                      |  |
|                                                 |                           | 13. Sofia Carlotta di Hannover                               | 26. Ernesto Augusto di Brunswick-Lüneburg               |  |  |       |  |  |                                        |  |  |                                      |  |
|                                                 |                           | 13. Sofia Carlotta di Hannover                               | 26. Ernesto Augusto di Brunswick-Lüneburg               |  |  |       |  |  |                                        |  |  |                                      |  |
|                                                 |                           | 13. Sofia Carlotta di Hannover                               | 27. Sofia del Palatinato                                |  |  |       |  |  |                                        |  |  |                                      |  |
| 3. Sofia Dorotea di Prussia                     |                           | 13. Sofia Carlotta di Hannover                               |                                                         |  |  |       |  |  |                                        |  |  |                                      |  |
|                                                 |                           | 14. Giorgio I di Gran Bretagna                               | 28. Ernesto Augusto di Brunswick-Lüneburg (= 26)        |  |  |       |  |  |                                        |  |  |                                      |  |
|                                                 |                           | 14. Giorgio I di Gran Bretagna                               | 28. Ernesto Augusto di Brunswick-Lüneburg (= 26)        |  |  |       |  |  |                                        |  |  |                                      |  |
|                                                 |                           | 14. Giorgio I di Gran Bretagna                               | 29. Sofia del Palatinato (= 27)                         |  |  |       |  |  |                                        |  |  |                                      |  |
| 7. Sofia Dorotea di Hannover                    |                           | 14. Giorgio I di Gran Bretagna                               |                                                         |  |  |       |  |  |                                        |  |  |                                      |  |
|                                                 |                           | 15. Sofia Dorotea di Celle                                   | 30. Giorgio Guglielmo di Brunswick-Lüneburg             |  |  |       |  |  |                                        |  |  |                                      |  |
|                                                 |                           | 15. Sofia Dorotea di Celle                                   | 30. Giorgio Guglielmo di Brunswick-Lüneburg             |  |  |       |  |  |                                        |  |  |                                      |  |
|                                                 |                           | 15. Sofia Dorotea di Celle                                   | 31. Éléonore d'Esmier d'Olbreuse                        |  |  |       |  |  |                                        |  |  |                                      |  |
|                                                 |                           | 15. Sofia Dorotea di Celle                                   |                                                         |  |  |       |  |  |                                        |  |  |                                      |  |